# Asymptote
Az asymptote 2 vagy 3 dimenziós grafikus ábrák előállítására készült programozási nyelv. Az ábra koordináta-rendszerben, matematikai eszközökkel készül.
A 2 vagy 3 dimenziós pont alap adattípus. A pontok összeköthetők egyenessel vagy harmadfokú spline-nal (Bézier-görbével). Az utóbbi a görbe törését minimalizálja a csatlakozási pontokban kör, ellipszis, parabola stb. rajzolása esetén. A geometriai transzformációkat (eltolás, nagyítás, tükrözés stb.) beépített függvények végzik, mint ahogyan magát a rajzolást is.
A rajz vektorgrafikus, a program kimenete .eps (encapsulated postscript). Az asymptote be tud olvasni külső .eps file-okat, és a postscript-utility-khez hasonló műveletet végezni velük és a programmal készült ábrával (nagyítás, elforgatás, összeillesztés, keretezés stb.).
A nyelv strukturált és objektumorientált, legjobban a C++-hoz ill. a Javához hasonlít. Az asymptote-fordító a Pascal p-kódjához hasonlóan belső kódra fordít, majd azt interpretálja.
A nyelv elérhető Linux-ban, MacOS-ben és Windows-ban egyaránt.

## Az asymptote programnyelv
A nyelv mind szintaxisában, mind szemantikájában a C++ ill. Java nyelvre hasonlít egy fontos kivétellel: ez a paraméterátadás.

### Paraméterátadás
Az asymptote-ban a hívó névvel is átadhatja a paramétert fv(paramnév=érték) alakban. A C-szerű és a névvel megadott paraméterek egy híváson belül is keverhetők.
A paraméter opcionális lehet; ilyenkor az alapértékét a hívott függvényben kell megadni. A függvényhíváskor típusillesztés van, így opcionális paraméterek lehetnek a kötelezők előtt/között is, ha különböző típusúak.
A beépített függvények kiterjedten használják a fenti lehetőségeket, és a default értékek megválasztása igen jó, így ritkán kell sok paramétert megadni (ami a grafikus programokat gyakran teszi áttekinthetetlenné).

### Alap adattípusok
| Típus    | Jelentés |
| -------- | --- |
| void     | Azt adja meg, hogy a függvénynek nincs visszatérési értéke (azaz eljárás), ill. nincs paramétere. Változó nem lehet void típusú, mutató pedig nincs az asymptote-ban. |
| bool     | Értéke true vagy false lehet. |
| bool3    | Értéke true, false vagy default lehet. |
| int real | Aritmetikai típusok, melyek minden programnyelvben megtalálhatók. A C-ben megengedett műveletek végezhetők, kivéve a bit- és mutatóműveleteket, és int esetén a postfix ++ és -- műveletet (vagyis ++i helyes, i++ hibás). A ^ a hatványozás művelete. Az int→real konverzió automatikus (paraméterillesztéskor is!), a fordítottja viszont nem: az (int) konverziós műveletet ki kell írni. |
| pair     | Komplex szám vagy sík-koordináta (a használat helyétől függően). Két real típusú komponensből áll. Szintaxis: pair komplex = (5.0,-3.2); A szorzás ill. osztás komplex számként történik. Mindkét jelentésű használatot beépített függvények segítik (pl. a normál alakú és iránytényezős koordináta átszámítását). A -- művelet két síkbeli pontot egyenessel, a .. Bézier-görbével köt össze. A művelet eredményének típusa path (lásd alább).                                                                                         |
| triple   | Térkoordináta három real komponensből. A -- és .. itt is alkalmazható. |
| string   | Szöveg. Az aposztrófok között (') megadott szöveg jelentése azonos a C-belivel (ott dupla idézőjelek (") között kell megadni). A dupla idézőjelek közötti szöveg LaTeX-formázást tartalmaz(hat). Az összeadás (+) a konkatenáció (string összefűzés) művelete. A többi stringműveletet beépített függvények végzik. A string típusúra konvertált érték alapformátumú (ez értelemszerűen típusonként változik). Más formátumot a beépített format függvénnyel lehet előállítani. A függvény formátum-paramétere a C-ben megszokott alakú. |

### Beépített objektumok
| Típus   | Jelentés |
| ------- | --- |
| path    | Egy összefüggő (a toll felemelése nélkül meghúzható) ábrarészlet. Három információt tárol: - az ábrát alkotó pontokat (vagyis egy pair[] típusú változót) - a pontok összekötésének módját pontpáronként (egyenes vagy Bézier-görbe) - zárt-e az objektum A -- és .. művelet path-ra is definiált (operátor overload), így a pontok elé ill. után lehet újabb pontokat tenni. A zárt objektumot speciális utolsó „pont”-ként sajátpath--cycle alakban lehet megadni (az első és utolsó pontot nem szabad „kézzel” összekötni). A fill beépített függvény csak az így megadott zárt objektumot tudja kiszínezni. |
| path[]  | Egy teljes grafikus ábra, mely egy utasítással kirajzolható. Nagyobb ábrák esetén célszerű lehet részekre vágni a rajzot: ilyenkor a teljes ábra több path[]-ban van (természetesen lehet path[][]-ban), és több utasítás rajzolja ki. A ^^ művelet path-okból hozza létre a path[]-t (nem összefüggő ábra). Ez csak a kényelmet szolgálja, ugyanez a művelet tömbelemenként is végrehajtható. |
| pen     | Az ábra grafikai paraméterei. Ilyen pl. a szín. A gyakran használt színekre beépített pen típusú változók vannak (pl. red, yellow, stb.). Az ábrához több toll is használható; pl. ilyenkor lehet célszerű több path[] típusú változót használni. A vonal (path[]) legfontosabb grafikus tulajdonságai: a vonalvastagság és a vonal típusa (többféle beépített szaggatott vonal van). A betűk tulajdonságai: fontméret, font típus, alapvonal-igazítás, átlátszóság, stb. Zárt ábra színezésekor: színezési minta, átlátszóság. A toll tulajdonságai postscript-szinten kerülnek az ábrába.                     |
| picture | RajzVászon. A legmagasabb szintű objektum, mely az ábra minden grafikus és szöveges elemét tartalmazza. Új ábrarészlet rajzolásakor a koordináta-határai automatikusan nőnek (akár negatív irányba is). Egyszerű ábráknál) megadható fix méret is; ez esetben a picture és a frame között nincs különbség. A picture és frame alak egyikből másikba transzformálható. |
| frame   | A rajzvászon postscript-koordinátás alakja. Új ábrarészlet rajzolásakor a régi objektumok koordinátái változnak, hogy a vászon mérete állandó maradjon. Ugyanazokkal a függvényekkel használható, mint a picture, bár általában kényelmesebb picture típusba rajzolni. Az elkészült ábrát viszont rendszerint egyszerűbb keretezni, elforgatni, stb. frame alakban. |

### Beépített görbék
A függvények a graph csomagban vannak, vagyis a használat előtt ki kell adni az
```
import graph;
```

utasítást.
- path Circle(pair középpont, real sugár, int pontszám=400);
A pontszám azt adja meg, hogy az asymptote hány pontból húzza meg a kört. A default érték 400.
- path Arc(pair középpont, real sugár, real kezdőszög, real végszög, bool irány, int pontszám);
 Körívet húz a két megadott szög között.
- path polygon(int  élszám);
Szabályos zárt sokszög. Ellipszist az X- vagy Y-irányban kicsinyített/nagyított körrel lehet húzni.

### Geometriai transzformációk
- shift (eltolás)
- xscale, yscale, scale (nagyítás X-, Y- ill. mindkét irányban)
- rotate (forgatás)
- reflect (tükrözés)

A transzformációt a * művelet végzi (operátor overload), mely nem kommutatív: első paramétere transform típusú (a fenti függvények mind ilyenek), a második path vagy path[]. A transzformáció postscript szinten történik.

### Rajzoló függvények
- dot: kirajzol egy pontot (tesztelésre ill. geometriai ábrák rajzolásakor hasznos)
- draw: kirajzol egy ábrát. Paraméterként megadható az ábra (path vagy path[]; egyedül ez a paraméter kötelező), feliratozás, toll, az ábra elejére és/vagy végére rajzolandó nyilak, magyarázó szöveg (legend: pl. egy ábrán különböző színnel rajzolt görbék esetén melyik szín mit jelent).
- label: feliratozás. Ugyanazok a paraméterei, mint draw-nak, de csak a szövegeket írja ki, az ábrát nem rajzolja ki. Pl. olyankor lehet hasznos, ha a kettőt más tollal kell rajzolni. Az ábrát is meg kell adni, mert ehhez igazítja a szöveget.
- fill ill. filldraw: kiszínez egy zárt ábrát (path-t). A második függvénynek két toll paramétere van: az egyik a határt rajzolja, a másik színez.
- clip: kivág egy darabot az ábrából. A kivágandó területet zárt ábraként kell megadni.

### Egyéb utasítások
Az asymptote többi utasítása hasonló a megszokott programnyelvekhez. Az if, for, while, break, continue azonos a C-vel, viszont nincs switch utasítás. A tömböt kezelő for indexváltozója javás alakban is írható.
Az import megfelel a C „kacsacsőrös”, az include a C idézőjeles include-jának. A from utasítással egy include-file egy részét is be lehet szúrni a programba.
A nyelv természetesen tartalmaz matematikai függvényeket, filekezelést, objektumok definiálását, stb. Ezek megszokottak, ezért itt nem ismertetjük.

## Installálás, környezet
Az asymptote program más GPL-szoftvereket is használ:
- LaTeX (az ábrafeliratok formázására)
- Ghostscript (a postscript-műveletekhez)
- ImageMagick (a .eps konverziójához)
- pdf2svg vagy dvisvgm (SVG előállításához)
- python (a grafikus user-interface használatához)

Az első kettő kötelező, a többi a teljes funkcionalitáshoz kell.

A Debian-alapú disztribúciókban megtalálható az asymptote, és a dvisvgm kivételével a többi szoftver is, így az installálás egyetlen utasítás:
```
apt-get install asymptote texlive-latex-extra
```

A Fedora 4-ben még benne volt az asymptote, a Red Hat 5 és 6-ból azonban már kimaradt, így azt külön kell beszerezni. A többi programot a Red Hat-disztribúció tartalmazza (a dvisvgm kivételével). Az asymptote honlapon megtalálhatók a letöltési helyek (Windows-ra és MacOS-re is).

### Latin2-es karakterkészlet
Az asymptote csak a latin1-es karakterkészletet ismeri, de ezen könnyű segíteni. A latin1.asy mintájára (a Debian disztribúcióban ez a /usr/share/asymptote könyvtárban található) létre tudjuk hozni a latin2.asy-t az alábbi tartalommal:
```
usepackage("fontenc","T1");
usepackage("inputenc","latin2");
```

Az asy-program elejére írt
```
import latin2;
```

utasítás után a programunk érteni fogja a latin2-es karakterkészletet. (UTF-8-hoz az unicode.asy-t kell a fenti módon importálni; ez megvan az asy-ban.)

### Futtatás
A sajat.asy-t az
```
asy sajat
```

 utasítással fordíthatjuk le. Az eredményt imagemagick-kel a
```
 display +matte sajat.eps
```

 utasítással nézhetjük meg.

### Az eredményfile formátuma
Az eredmény default formátuma a tex/latex program használt változatától függ:
- latex és tex esetén eps
- pdflatex, xelatex és context esetén pdf.

A default formátum felhasználónként változtatható a $HOME/.asy/config.asy file-ban. A file asymptote-utasításokat tartalmaz. Pl.:
import settings;
outformat="pdf";
a PDF-et állítja be alapformátumnak.
Az alapformátum az asymptote hívásakor parancssorban, vagy akár magában a programban is megváltoztatható.
asy -f svg abra.asy
eredménye az abra.svg file lesz.
A formátum megváltoztatásához az asymptote külső konvertert használ, melyet külön kell installálni:
- az ImageMagick convert programját
- a dvisvgm programot[3] SVG formátumhoz.

Az ImageMagick/convert nagyon sok formátumot ismer. A gyakoribbak:
- eps, ps, pdf
- png, jpg, gif, bmp, ico, tiff.

## Példa teljes asymptote programra
```
import graph;

size(75,75);                    // abrameret
defaultpen(1.0);                // vonalvastagsag

path hatszog = rotate(-30)*polygon(6);
draw(hatszog^^Circle((0,0),0.5));
label(shift((0,-5))*'Benzol',point(hatszog,0));
```

## Példa függvény kirajzolására
```
import graph;
picture pic;

real f1(real x) {return ( (x^2+abs(x)-6) / (x^2+abs(x)+2) );}
real f2(real x) {return ( sqrt(36-x^2) );}

real felso(real x) {return ( f1(x)+f2(x) );}
real also(real x) {return ( f1(x)-f2(x) );}

path sziv1=graph(also,-6,6),
     sziv2=graph(felso,-6,6);
draw(pic,sziv1,red);
draw(pic,sziv2,red);

xaxis(pic,"$x$",-6.8,6.8,Ticks(1.0,OmitTick(0)),Arrows);
yaxis(pic,-9.8,6.8,Ticks(1.0,OmitTick(0)),Arrows);

label(pic,"$y=\frac{x^2+|x|-6}{x^2+|x|+2} \pm \sqrt{36-x^2}$", (0,6.5),E);
add(pic.fit(0,14cm),(-0.1,0.0));
```

A program fordítása:
asy -f svg sziv